# 사진리 대설
《사진리 대설》은 1993년 11월 5일, 창작과비평사에서 창비시선 116호로 펴낸, 시인 고형렬의 시집이다.
총 5부로 구성되어 있으며, 여는 시는 〈우수〉이고 닫는 시는 〈마지막 전철〉이다.
고요와 외로움을 잃어버렸다— 고형렬, 후기

옹구리면 〈사랑〉 한 편의 독수리 눈 같은 광채로 모아져 사람을 손끝도 움직일 수 없게 하고, 펼치면 〈금천탕의 옥동들〉과 〈광주이발관〉이 되어 봄기운 같은 따스함과 미소를 피워올립니다. 그리고 이러한 자재로움의 이면에 〈신활리 눈〉이 대표하는 가족사의 비통이 있습니다.— 김사인, 발문(跋文) 〈고형렬 시인에게 보내는 私信〉

## 같이 보기
- 고형렬 (1987년). 《《해청》》.